# Limnoria cristata
Limnoria cristata is een pissebed uit de familie Limnoriidae. De wetenschappelijke naam van de soort is voor het eerst geldig gepubliceerd in 1991 door Cookson & Cragg.